# Temporada da NFL de 1938
A Temporada de 1938 da NFL foi a 19ª temporada regular da National Football League, que terminou com a vitória do New York Giants, sobre o Green Bay Packers, por 23-17 em 11 de Dezembro de 1938, com um total de 48,120 espectadores no Polo Grounds em Upper Manhattan, Nova Iorque, pelo championship game da NFL.
O Draft para aquela temporada foi realizado em 12 de dezembro de 1937 no Hotel Sherman, em Chicago, Illinois. Com a primeira escolha, o Cleveland Rams selecionou o running back Corby Davis da Universidade 'Bloomington' de Indiana; em Bloomington, Indiana.

## Disputas nas Divisões
Na semana sete, o Chicago Bears perdeu em casa para os Cleveland Rams por 23–21, ao mesmo tempo em que o Green Bay Packers venceram Pittsburgh Pirates - futuro Steelers -  por 20–0, proporcionando a Green Bay a liderança pela primeira vez; que, após vencer suas próximas três partidas conquistou a Western Division. 
Na Eastern Division, o Washington Redskins lideravam até a semana dez, quando perderam uma partida para o Chicago Bears por 31–7; e a vitória do New York Giants por 28-0 sobre o Cleveland Rams deu a Nova York a liderança da divisão em 13 de novembro. Porém, a primeira colocação e consequentemente título da divisão, só foi decidido no último dia da temporada regular, em 4 de dezembro, quando 57.461 compareceram no Polo Grounds em Nova York para assistir ao New York Giants - 7–2–1 - enfrentar o Washington Redskins - 6–2–2; uma vitória de Washington os teria consagrados como campeões da divisão; porém, após cinco touchdowns de Nova York eles triunfaram sobre Washington por 36-0.

## Classificação Final
Assim ficou a classificação da final da National Football League em 1938.
P = Nº de Partidas, V = Vitórias, D = Derrotas, E = Empates, PCT = Porcentagem de vitória, DIV = Recorde de partidas da própria divisão, PF = Pontos a favor, PA = Pontos contra.
| Eastern Division    |   |   |   |      |       |     |     |
| Time                | V | D | E | PCT  | DIV   | PF  | PC  |
| New York Giants     | 8 | 2 | 1 | .800 | 5-2-1 | 194 | 79  |
| Washington Redskins | 6 | 3 | 2 | .667 | 4-2-2 | 148 | 154 |
| Brooklyn Dodgers    | 4 | 4 | 3 | .500 | 3-2-3 | 131 | 161 |
| Philadelphia Eagles | 5 | 6 | 0 | .455 | 3-5   | 154 | 164 |
| Pittsburgh Pirates  | 2 | 9 | 0 | .182 | 2-6   | 79  | 169 |

| Western Division  |   |   |   |      |     |     |     |
| Time              | V | D | E | PCT  | DIV | PF  | PC  |
| Green Bay Packers | 8 | 3 | 0 | .727 | 6-2 | 223 | 118 |
| Detroit Lions     | 7 | 4 | 0 | .636 | 6-2 | 119 | 108 |
| Chicago Bears     | 6 | 5 | 0 | .545 | 3-5 | 194 | 148 |
| Cleveland Rams    | 4 | 7 | 0 | .364 | 3-5 | 131 | 215 |
| Chicago Cardinals | 2 | 9 | 0 | .182 | 2-6 | 111 | 168 |

## NFL Championship Game
O NFL Championship Game (jogo do título), foi vencido por New York Giants com um placar de 23-17 sobre o Green Bay Packers, em 11 de Dezembro de 1938, no Polo Grounds em Upper Manhattan, Nova Iorque.

## All Star Game
Após serem coroados campeões, o New York Giants enfrentaram um time de "Pro All-Stars", composto principalmente por jogadores da NFL, mas também incluindo três jogadores do Los Angeles Bulldogs, em um jogo de exibição no Wrigley Field em Los Angeles em 15 de Janeiro de 1939. O jogo, que o os Giants venceram por 13-10, foi o primeiro de cinco jogos all-star da NFL realizados sob o formato - mas o único a incluir jogadores não pertencentes a NFL - antes da criação do Pro Bowl em 1951.

## Líderes em estatísticas da Liga
| Estatística | Nome          | Time               | Jardas |
| ----------- | ------------- | ------------------ | ------ |
| Passe       | Ace Parker    | Brooklyn Dodgers   | 865    |
| Corrida     | Whizzer White | Pittsburgh Pirates | 567    |
| Recebendo   | Don Hutson    | Green Bay Packers  | 548    |

## Prêmios
O Joe F. Carr Trophy, na época, nomeação do prêmio destinado ao jogador mais valioso (Most Valuable Player - MVP), foi entregue a Mel Hein, Center do New York Giants.

## Troca de Treinadores
Cleveland Rams: Hugo Bezdek foi demitido após três jogos em 1938, substituído por Art Lewis como interino nas últimas oito partidas.

## Troca de Estádios
- O Cleveland Rams estreou no Shaw Stadium; na temporada anterior ele dividiria seus jogos de mando entre o Cleveland Municipal Stadium e League Park[12][13].
- Detroit Lions começou a dividir seus jogos de mando entre o Estádio da Universidade de Detroit e o Briggs Stadium[14].